# أولاد فرج الله
أَوْلاَد فَرَج الله قرية تقع بمعتمدية بوحجلة بولاية القيروان من الوسط التونسي. ترقيمها البريدي هو 3180، وهي مركز عمادة.